# Supercopa espanyola de bàsquet femenina 2020
La Supercopa LF Endesa 2020 fou la divuitena edició de la Supecopa espanyola de bàsquet femenina. Se celebrà el 12 i 13 de setembre de 2020 al Bilbao Arena de la capital basca i fou organitzada per la Federació Espanyola de Basquetbol. El torneig es disputà amb les restriccions d'aforament i els protocols sanitaris de prevenció de risc de contagi del COVID-19. Hi competiren l'Spar Girona, vigent campió, el Perfumerias Avenida, el Valencia Basket i el Lointek Gernika, com a equip amfitrió. La competició inicià la temporada 2020-21 del bàsquet femení estatal.
Es proclamà campió el Perfumerias Avenida, que guanyà la final per 66 a 50 i aconseguí el seu novè títol de Supercopa, rècord històric de la competició. La pivot sèrbia Nikolina Milić fou escollida MVP de la final.

## Quadre de competició
|  | Semifinals               | Semifinals          |                          |    | Final | Final |
|  |                          |                     |                          |    |       |       |
|  | 12 de setembre 19:00 CET |                     |                          |    |       |       |
|  |                          |                     |                          |    |       |       |
|  | Lointek Gernika          | 68                  |                          |    |       |       |
|  | Lointek Gernika          | 68                  | 13 dw setembre 21:00 CET |    |       |       |
|  | Valencia Basket          | 62                  |                          |    |       |       |
|  | Valencia Basket          | 62                  | Lointek Gernika          | 50 |       |       |
|  | 12 dw setembre 21:15 CET |                     | Lointek Gernika          | 50 |       |       |
|  |                          | Perfumerias Avenida | 66                       |    |       |       |
|  | Spar Girona              | Perfumerias Avenida | 66                       | 74 |       |       |
|  | Spar Girona              |                     |                          | 74 |       |       |
|  | Perfumerias Avenida      | 78                  |                          |    |       |       |
|  | Perfumerias Avenida      | 78                  |                          |    |       |       |

## Semifinals

### Lointek Gernika vs Valencia Basket
| 12 de setembre de 2020 19:00 CET Informe | Lointek Gernika                                                     | 68–62 | Valencia Basket                                      | Bilbao Arena, Bilbao Àrbitres: Paula Lema Parga, Joaquín Lizana Moreno i Mikel Cañigueral Novella |
| 12 de setembre de 2020 19:00 CET Informe | Resultats per quarts: 16-15, 11-12, 15-16, 14-13. Pròrroga/es: 12-6 |       |                                                      | Bilbao Arena, Bilbao Àrbitres: Paula Lema Parga, Joaquín Lizana Moreno i Mikel Cañigueral Novella |
| 12 de setembre de 2020 19:00 CET Informe | Pts: Buch 20 Rebs: Arrojo, Ginzo 6 Assist: Buch 7 Val: Buch 22      |       | Pts: Gil 14 Rebs: Gil 8 Assist: Ouviña 6 Val: Gil 14 | Bilbao Arena, Bilbao Àrbitres: Paula Lema Parga, Joaquín Lizana Moreno i Mikel Cañigueral Novella |

### Spar Girona vs Perfumerias Avenida
| 12 de setembre de 2020 21:15 CET Informe Notícia | Spar Girona                                                         | 74–78 | Perfumerias Avenida                                                           | Bilbao Arena, Bilbao Àrbitres: Mariano Palomo Cañas, Franciso Javier Bravo Loroño i Sara Pelaez Santana |
| 12 de setembre de 2020 21:15 CET Informe Notícia | Resultats per quarts: 17-17, 20-16, 19-24, 18-21                    |       |                                                                               | Bilbao Arena, Bilbao Àrbitres: Mariano Palomo Cañas, Franciso Javier Bravo Loroño i Sara Pelaez Santana |
| 12 de setembre de 2020 21:15 CET Informe Notícia | Pts: Eldebrink 21 Rebs: Araujo 9 Assist: Eldebrink 5 Val: Araujo 21 |       | Pts: Hof 16 Rebs: Hof 7 Assist: Domínguez 8 Val: Rodríguez, Hof, Samuelson 16 | Bilbao Arena, Bilbao Àrbitres: Mariano Palomo Cañas, Franciso Javier Bravo Loroño i Sara Pelaez Santana |

## Final
| 13 de setembre de 2020 21:00 CET Informe Notícia | Lointek Gernika                                                 | 50–66 | Perfumerias Avenida                                                       | Bilbao Arena, Bilbao Àrbitres: Paula Lema Parga, Mikel Cañigueral Novella i Sandra Sánchez González |
| 13 de setembre de 2020 21:00 CET Informe Notícia | Resultats per quarts: 15-15, 16-17, 11-19, 8-15                 |       |                                                                           | Bilbao Arena, Bilbao Àrbitres: Paula Lema Parga, Mikel Cañigueral Novella i Sandra Sánchez González |
| 13 de setembre de 2020 21:00 CET Informe Notícia | Pts: Ivanovic 10 Rebs: Arrojo 5 Assist: Buch 3 Val: Ivanovic 12 |       | Pts: Milic 20 Rebs: Milic 15 Assist: Rodríguez, Domínguez 4 Val: Milic 19 | Bilbao Arena, Bilbao Àrbitres: Paula Lema Parga, Mikel Cañigueral Novella i Sandra Sánchez González |

| Lointek Gernika | Perfumerías Avenida |

| #           | Jugadora           | Pts | Rbs. | Ass. | Val. |
| ----------- | ------------------ | --- | ---- | ---- | ---- |
| 1           | Laura Cornelius    | 6   | 1    | 0    | 8    |
| 3           | Nogaye Lo Sylla    | 4   | 2    | 0    | -2   |
| 6           | Naiara Díez        | 2   | 0    | 0    | 3    |
| 7           | Belén Arrojo       | 2   | 5    | 0    | 1    |
| 8           | Milica Ivanovic    | 10  | 1    | 2    | 12   |
| 9           | Marta Alberdi      | 0   | 0    | 0    | -1   |
| 10          | Paula Ginzo        | 8   | 2    | 0    | 8    |
| 12          | Angie Bjorklund    | 5   | 4    | 0    | 3    |
| 24          | Margaret Roundtree | 2   | 4    | 2    | 7    |
| 31          | Itziar Ariztimuño  | 0   | 0    | 2    | 4    |
| 45          | Nadia Colhado      | 2   | 2    | 1    | -3   |
| 66          | Rosó Buch          | 9   | 3    | 3    | 8    |
| Total       | Total              | 50  | 24   | 10   | 48   |
| Entrenador  |                    |     |      |      |      |
| Mario López |                    |     |      |      |      |

| Campió de la Supercopa LF Endesa 2020 |
| ------------------------------------- |
| Perfumerias Avenida Novè títol        |
| MVP                                   |
| Nikolina Milić                        |

| #               | Jugadora         | Pts | Rbs. | Ass. | Val. |
| --------------- | ---------------- | --- | ---- | ---- | ---- |
| 4               | Leonor Rodríguez | 10  | 2    | 4    | 11   |
| 5               | Maite Cazorla    | 2   | 1    | 3    | 0    |
| 6               | Sílvia Domínguez | 10  | 1    | 4    | 9    |
| 8               | Inés Santibáñez  | 0   | 0    | 0    | 0    |
| 10              | Marica Gajic     | 7   | 6    | 2    | 12   |
| 13              | Andrea Vilaró    | 6   | 1    | 2    | 3    |
| 15              | Umo Diallo       | 0   | 2    | 0    | 0    |
| 21              | Emese Hof        | 8   | 7    | 2    | 15   |
| 22              | Nikolina Milić   | 20  | 15   | 1    | 29   |
| 44              | Karlie Samuelson | 3   | 3    | 1    | 1    |
| Total           | Total            | 66  | 38   | 19   | 80   |
| Entrenador      |                  |     |      |      |      |
| Roberto Íñiguez |                  |     |      |      |      |